# Valaam

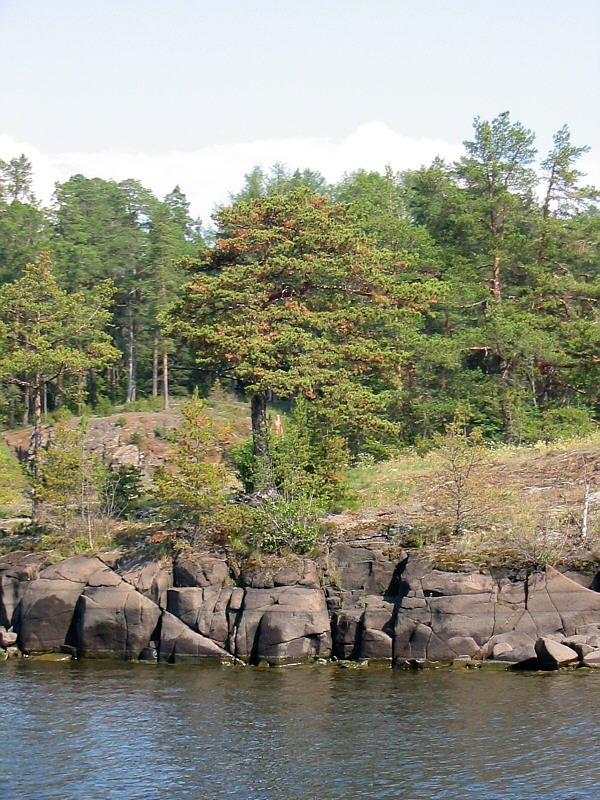
Drsná valaamská příroda

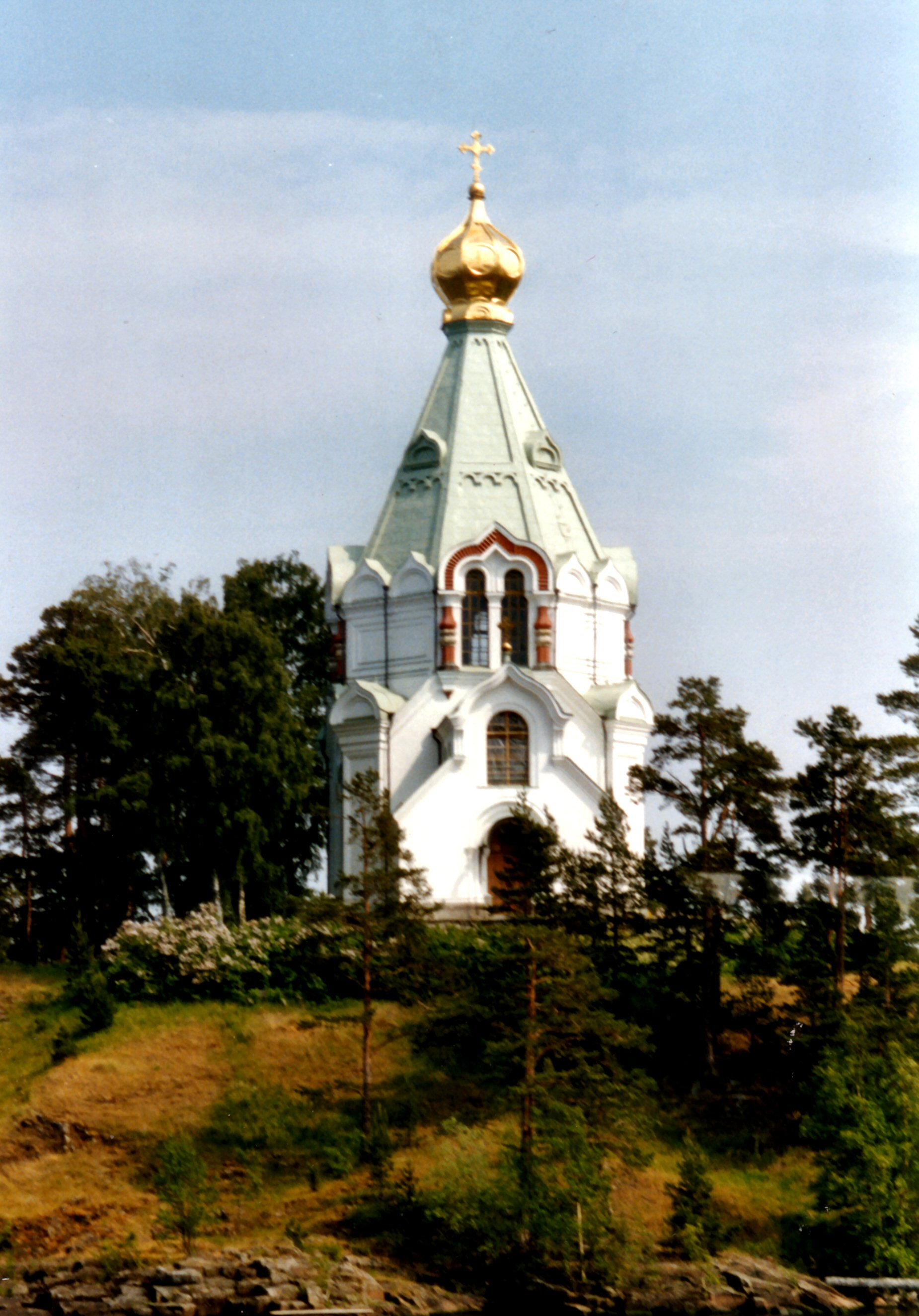
Jeden z kostelů Valaamského kláštera

Valaam, z finského jména Valamo, je souostroví v severní části Ladožského jezera, nacházející se na území Sortavalského rajónu Karelské republiky v Rusku.

## Dějiny
Jméno ostrova je odvozeno od ugrofinského slova valamo, což znamená vysoký, hora, země. Ve 12. století byly ostrovy součástí Novgorodské republiky. V období tzv. Smuty v 17. století byly ostrovy obsazeny Švédskými dobyvateli. Rusko je ale dobylo zpět ani ne o století později. Když na počátku 19. století vzniklo jako autonomní část Ruského carství Finské velkoknížectví, připojil car Alexandr I. Pavlovič Valaam k Finsku. V roce 1917 se stalo souostroví součástí nově vzniklého Finska. To však netrvalo dlouho, protože SSSR získal Valaam zpět v Zimní válce a následné Pokračovací válce. Během let byl ostrov navštíven cary Alexandrem I., Alexandrem II., mnoha členy carské rodiny a také například Čajkovským a Mendělejevem.

## Geografie
Celková rozloha více než 50 ostrovů je 36 km². Největší ostrov, který se též nazývá Valaam, je velice známý pro svou nádhernou přírodu a Valaamské opatství ze 14. století.

## Klima
Klimatické a přírodní podmínky jsou jedinečné díky poloze na Ladožském jezeře. Jaro začíná koncem března a v létě je okolo 30 - 35 slunečných dnů, což je více než na pevnině. Průměrná teplota v červenci je 17 °C. Zima přichází v počátcích prosince. V půli února se stává sjízdnou cesta po ledě do nejbližšího města Sortavala, které je vzdáleno 42 km. Průměrná teplota v únoru je minus 8 °C.

## Rostlinstvo
Na ostrově roste více než 480 druhů rostlin, z nichž většinu vypěstovali místní mniši. Většina ostrova je pokryta jehličnany, z nichž 65% tvoří borovice.

## Správa
V roce 1999 ostrov čítal okolo 600 trvale žijících osob, většinou z řad příslušníků armády, uměleckých restaurátorů, průvodců a mnichů. Nachází se zde mateřská škola, sportovní, kulturní a zdravotní středisko a škola. Valaamská komunita zatím nemá žádný administrativní status. Místní obyvatelé chtějí, aby měl ostrov úřad, kde by se konaly řádné volby, ale hlavní představení kláštera jsou proti.